# Мандемейкер, Лиза
Лиза Мандемейкер — голландский дизайнер прототипа искусственной матки для сильно недоношенных детей. Она была включена в список 100 вдохновляющих и влиятельных женщин со всего мира по версии Би-би-си за 2019 год.

## Жизнь
Живёт в Амстердаме, имеет степень магистра дизайнерских продуктов Королевского колледжа искусств в Лондоне.

## Работа
Начиная с 2018 года Лиза Мандемейкер, Гид Оэй из медицинского центра Maxima и Хендрик-Ян Гривинк разрабатывают искусственную матку. Она содержит жидкую среду для развития после преждевременных родов (на 24-28 неделе беременности) и повышения выживаемости. Эта среда позволяет жизненно важному кислороду и питательным веществам проходить через пуповину и была предложена в качестве альтернативы инкубации, которая сопряжена с более высокими рисками из-за кислородной среды. Финансирование проекта составляет 2,9 миллиона евро, а цель его завершения — от пяти до десяти лет. Среди проблем проекта — неизвестные краткосрочные и долгосрочные воздействия на ребёнка.
Среди прошлых работ Лизы — семинары и проекты о неурегулированности Brexit и другие социальные комментарии современных проблем. Выставлялась на Сеульском фестивале дизайна 2014 года.